# فن‌دی‌اکسان
فن‌دی‌اکسان (انگلیسی: Phendioxan) یک آنتاگونیست گیرنده α1-آدرنرژیک است.